# Емануил Кетенлиев
Емануил Кетенлиев е български футболист. Играе на поста десен халф-бек или централен халф. Роден е на 28 февруари 1989 г. Висок е 176 см. Юноша на ПФК Левски (София). От есента на 2008 г. играе за ПФК Рилски Спортист (Самоков), а от пролетта на 2009 г. играе за ПФК Родопа (Смолян).